# Claudia Bechstein
Claudia Bechstein (n. 1978, Hörningen⁠(d), Republica Democrată Germană, Germania) este un fotomodel german.
La data de 9 ianuarie 2001, când avea 21 de ani este aleasă Miss Thüringen iar în același an Miss Germania, în Kaiserslautern. Peste patru luni la 11 a participat la concursul pentru Miss Universe in Bayamón (Puerto Rico). Ulterior ea lucrează ca model la Fiorucci și covermodel la revista Max, sau ca moderatoare TV la Galas și Events.